# Фудбалски савез Гренаде
Фудбалски савез Гренаде (енгл. Grenada Football Association (GFA)) је национални фудбалски савез Гренаде основан 1924. године. Савез организује такмичења фудбалске репрезентације и члан је континенталне асоцијације КОНКАКАФ од 1969. године и светске асоцијације ФИФА од 1978. године. 
Поред тога, савез организује и највишу националну лигу, Премијер лигу. У клупском фудбалу надгледа ГФА Премијер лигу, ГФА Прва лигу и ГФА Другу лигу. Такође надгледа врхунско такмичење у фудбалском купу Гренаде, ГФА Супер Нокоут куп. 

## Достигнућа
- Светско првенство у фудбалу

Учешћа: Нема
- КОНКАКАФ златни куп

Учешћа: 2009, 2011